# O Cavalinho Azul
O Cavalinho Azul é um filme brasileiro do gênero infantil de 1984, dirigido, editado e escrito por Eduardo Escorel. O filme é baseado na peça homônima de Maria Clara Machado e possui 85 min e é um clássico infantil do cinema brasileiro.

## Sinopse
João de Deus, um andarilho de barbas longas, conta a história de um menino chamado Vicente, que tinha um cavalo, que na sua visão é um lindo cavalo azul, e para seus pais, um velho cavalo marrom. Um dia, seu pai vende o cavalo. Preocupado com os perigos nos quais o animal pudesse enfrentar, Vicente parte numa viagem atrás de seu amigo. Durante a jornada o menino passa por várias aventuras na companhia da amiga Maria, e de um trio de músicos do circo, que querem roubar o mágico cavalo.
O filme participou de festivais de Gijon, na Espanha, e Corbeille e Essone, na França.

## Elenco
- Pedro de Bricio (Vicente)
- Ana Cecilia (Maria)
- Joana Fomm (Mãe)
- Nelson Dantas (Pai)
- Renato Consorte (João de Deus)
- Breno Moroni (Palhaço)
- Bia Nunnes (Professora)
- Carlos Kroeber (Gigante)
- Erasmo Carlos (Cowboy)
- Alby Ramos (Baixinho)
- Ariel Coelho (Alto)
- Maria Clara Machado (Velha-que-viu)
- Carlos Wilson (Gordo)
- Emmanuel Cavalcanti (Vendedor de brinquedos)
- Sura Berditchevsky
- Guida Vianna
- Catarina Abdalla

## Peça teatral
A peça O Cavalinho Azul de Maria Clara Machado foi escrita e encenada pela primeira vez em 1960.